# European BEST Engineering Competition
EBEC - European BEST Engineering Competition is de grootste competitie tussen ingenieursstudenten uit heel Europa. EBEC behoort tot het EBEC Project van BEST, Board of European Students of Technology. De EBEC-piramide bestaat uit drie niveaus: een lokale, nationale/regionale en Europese ronde.

## BEST
BEST, Board of European Students of Technology, is een groeiende non-profit en niet-politieke organisatie. Sinds 1989 biedt BEST communicatie-, samenwerkings- en uitwisselingsmogelijkheden aan studenten over heel Europa.
91 Lokale BEST Groepen (LBGs) in 30 landen vormen een groeiend, goed georganiseerd, krachtig, jong en innovatief studentennetwerk. Ongeveer 3000 leden zijn betrokken in de dagelijkse ontwikkeling van onze diensten en met hun activiteiten bereiken ze bijna 1 miljoen studenten.
BEST streeft ernaar om Europese ingenieursstudenten internationaal bewuster te maken, door hun betere inzichten in de verschillende Europese culturen te verschaffen en hen ervaringen met samenwerkingen op internationale basis te laten opdoen. Hiertoe creëren we mogelijkheden voor de studenten om elkaar te ontmoeten en van elkaar te leren via onze academische, niet-academische en onderwijsgerichte symposia, ingenieurscompetities en culturele uitwisselingen. BEST heeft eveneens een 'international career centre', om de studenten hun horizonten te laten verbreden bij hun keuze op de arbeidsmarkt. Daarnaast heeft BEST ook een eigen trainingssysteem; hierdoor krijgen de leden de mogelijkheid om hun vaardigheden en kennis over technische en soft skills te verbeteren.
De prioriteit is het leveren van kwaliteitsvolle service aan studenten over heel Europa. BEST wil naar eigen zeggen de verschillende partners van de "student - bedrijf - universiteit"-driehoek bijeenbrengen.

## Concept EBEC Project
EBEC Project zorgt voor een goede werking van alle lokale, nationale en regionale ingenieurscompetities, alsook het EBEC-evenement zelf. De missie van EBEC is: The mission of EBEC is to connect the students with leaders from various parts of society, developing their technical abilities and soft skills and widening their horizons by engaging them in team based challenges.
EBEC Project valt onder de kernactiviteiten van BEST, namelijk aanvullend onderwijs. Tijdens drie competities, werken teams op taken uit verschillende domeinen en gebruiken ze hun creativiteit en ingenieursvaardigheden om tot de beste oplossing te komen.
EBEC Project bestaat uit drie ronden:
- LBEC - Local BEST Engineering Competition: Competitie aan de lokale universiteit van een LBG (local BEST group)
- NBEC/RBEC - National/Regional BEST Engineering Competition: Competitie op nationaal of regionaal niveau waaraan de winnaars van de LBECs deelnemen
- EBEC - European BEST Engineering Competition: Competitie op Europees niveau waaraan de winnaars van de NBECs/RBECs deelnemen

### NBEC/RBEC
Er zijn 12 nationale en regionale BEST Engineering Competitions:
- Benelux Engineering Competition
- Baltic Regional Engineering Competition
- Central European Engineering Competition
- French National Engineering Competition
- Italian National Engineering Competition
- Portuguese National Engineering Competition
- Polish National Engineering Competition
- Romanian National Engineering Competition
- Spanish National Engineering Competition
- Ukrainian National Engineering Competition
- Balkan Regional Engineering Competition
- Nordic Regional Engineering Competition

## Edities

### 2009
De European BEST Engineering Competition van 2009 vond plaats van 2 t/m 12 augustus in Gent.
EBEC 2009 was de eerste editie van deze prestigieuze ingenieurscompetitie en werd georganiseerd door de Lokale BEST Groep Gent. Tijdens dit eerste jaar waren er meer dan 2300 deelnemers aan de lokale ingenieurscompetities aan hun universiteit. Na het doorlopen van de nationale/regionale competities werden er 80 finalisten geselecteerd uit de 51 universiteiten in 18 landen die deelnamen aan deze competitie. Deze 80 ingenieursstudenten kwamen begin augustus samen in Gent om hun technische en praktische vaardigheden te meten met hun concurrenten.
EBEC 2009 bestond uit twee parallelle onderdelen: een Team Design Competitie en een Case Study Competitie.
In de Team Design Competitie hebben de studenten aan een project gewerkt van UNEP, namelijk het ontwerpen van een waterpomp die zuiver water uit modder kon pompen. In de Case Study Competitie hebben de studenten aan verschillende real-life onderwerpen gewerkt, waaronder een project rond windmolens.
EBEC was erkend als partner van het Europese jaar van creativiteit en innovatie.

### 2010
De European BEST Engineering Competition van 2010 vond plaats van 1 t/m 11 augustus in Cluj-Napoca in Roemenië.
Ruim 5.000 studenten namen deel aan 71 lokale BEST-competities in 31 Europese landen. Meer dan 600 studenten namen deel aan 13 nationale en regionale competities in de strijd voor een plaatsje in de EBEC-finale. In totaal namen 104 studenten (52 studenten voor respectievelijk Team Design en Case Study) deel aan de EBEC-finale in Cluj-Napoca.

### 2011
EBEC 2011 vond plaats van 1 t/m 11 augustus in Istanboel.

### 2012
EBEC 2012 vond plaats van 1 t/m 8 augustus in Zagreb. De regionale ronde voor BENELUX vond plaats in Durbuy, België.

### 2015
EBEC 2015 vond plaats van 2 t/m 11 augustus in Porto. De regionale ronde voor BENELUX vond plaats in Nijmegen.